# Кубок Англії з футболу 1888—1889
Кубок Англії з футболу 1888—1889 — 18-й розіграш найстарішого футбольного турніру у світі, Кубка виклику Футбольної Асоціації, також відомого як Кубок Англії. Вперше титул здобув Престон Норт-Енд.

## Перший раунд
| Дата                  | Господарі               | Рахунок | Гості                |
| --------------------- | ----------------------- | ------- | -------------------- |
| 2 лютого              | Бернлі                  | 4:3     | Олд Вестмінстер      |
| 2 лютого              | Свіфтс                  | 3:1     | Рексем               |
| 2 лютого              | Ноттс Каунті            | 2:0     | Олд Брайтоніенс      |
| 2 лютого              | Ноттінгем Форест        | 2:2     | Лінфілд Атлетік      |
| 9 лютого Перегравання | Ноттінгем Форест        | +:-     | Лінфілд Атлетік      |
| 2 лютого              | Астон Вілла             | 3:2     | Віттон               |
| 2 лютого              | Бутл                    | 0:3     | Престон Норт-Енд     |
| 2 лютого              | Аккрінгтон              | 1:1     | Блекберн Роверз      |
| 9 лютого Перегравання | Блекберн Роверз         | 5:0     | Аккрінгтон           |
| 2 лютого              | Чатем                   | 2:1     | Саут Шор             |
| 2 лютого              | Грімсбі Таун            | 3:1     | Сандерленд Альбіон   |
| 2 лютого              | Кру Александра          | 2:2     | Голлівелл            |
| 9 лютого Перегравання | Кру Александра          | 1:5     | Голлівелл            |
| 2 лютого              | Вулвергемптон Вондерерз | 4:3     | Олд Картузіанс       |
| 2 лютого              | Дербі Каунті            | 1:0     | Дербі Джанкшн        |
| 2 лютого              | Ноттс Рейнджерс         | 1:1     | Венсдей              |
| 9 лютого Перегравання | Венсдей                 | 3:0     | Ноттс Рейнджерс      |
| 2 лютого              | Бірмінгем Сент-Джорджс  | 3:2     | Лонг Ітон Рейнджерс  |
| 2 лютого              | Смол Гіт                | 2:3     | Вест-Бромвіч Альбіон |
| 2 лютого              | Волсолл Таун Свіфтс     | 5:1     | Шеффілд Гілі         |

## Другий раунд
До другого раунду увійшли переможці першого раунду.
| Дата                   | Господарі               | Рахунок | Гості                  |
| ---------------------- | ----------------------- | ------- | ---------------------- |
| 16 лютого              | Вест-Бромвіч Альбіон    | 5:1     | Бернлі                 |
| 16 лютого              | Блекберн Роверз         | +:-     | Свіфтс                 |
| 16 лютого              | Астон Вілла             | 5:3     | Дербі Каунті           |
| 16 лютого              | Грімсбі Таун            | 0:2     | Престон Норт-Енд       |
| 16 лютого              | Голлівелл               | 2:3     | Бірмінгем Сент-Джорджс |
| 16 лютого              | Вулвергемптон Вондерерз | 6:1     | Волсолл Таун Свіфтс    |
| 16 лютого              | Венсдей                 | 3:2     | Ноттс Каунті           |
| 16 лютого              | Чатем                   | 1:1     | Ноттінгем Форест       |
| 23 лютого Перегравання | Ноттінгем Форест        | 2:2     | Чатем                  |
| 28 лютого Перегравання | Чатем                   | 3:2     | Ноттінгем Форест       |

## Третій раунд
До третього раунду увійшли переможці другого раунду. 
| Дата      | Господарі               | Рахунок | Гості                  |
| --------- | ----------------------- | ------- | ---------------------- |
| 2 березня | Блекберн Роверз         | 8:1     | Астон Вілла            |
| 2 березня | Престон Норт-Енд        | 2:0     | Бірмінгем Сент-Джорджс |
| 2 березня | Вулвергемптон Вондерерз | 3:0     | Венсдей                |
| 2 березня | Чатем                   | 1:10    | Вест-Бромвіч Альбіон   |

## Півфінали
У півфіналах зіграли команди, що перемогли на попередньому етапі.
| Дата                    | Господарі               | Рахунок | Гості                   |
| ----------------------- | ----------------------- | ------- | ----------------------- |
| 16 березня              | Престон Норт-Енд        | 1:0     | Вест-Бромвіч Альбіон    |
| 16 березня              | Вулвергемптон Вондерерз | 1:1     | Блекберн Роверз         |
| 23 березня Перегравання | Блекберн Роверз         | 1:3     | Вулвергемптон Вондерерз |

## Фінал
| 30 березня 1889 |

| Престон Норт-Енд                 | 3:0      | Вулвергемптон Вондерерз |
| -------------------------------- | -------- | ----------------------- |
| Дьюгерст 15' Росс 25' Томсон 70' | Протокол |                         |

| Кеннінгтон Овал, Лондон Глядачів: 27 000 Арбітр: Майор Френсіс Мариндін |